# M’banza-Kongo
M’banza-Kongo (Alternatywna pisownia: M’Banza Congo, Mbanza Koongo, Mbanza Kôngo; dawniej São Salvador) – miasto w północno-zachodniej Angoli, ośrodek administracyjny prowincji Zair. Około 60 tys. mieszkańców. Miejscowość istniała jeszcze w czasach przedkolonialnych jako stolica potężnego Królestwa Kongo. W 2017 roku pozostałości dawnego przedkolonialnego miasta wpisano na listę światowego dziedzictwa UNESCO.
M’banza-Kongo było stolicą Królestwa Konga. W następstwie zwycięstwa Portugalczyków w bitwie pod Mbwila w 1665 roku oraz późniejszego rozbicia Królestwa Konga i wojny domowej miasto zostało opuszczone w 1678 roku. Już jednak w 1705 roku ponownie zasiedlili je zwolennicy Kimpa Vity.
Ruiny dawnej stolicy królestwa obejmują m.in. pozostałości pałacu królewskiego Tadi dia Bukukua, dom sekretarza królewskiego, grób matki króla Alfonsa I, i nekropolię królów Konga. Znajdują się tu też zabudowania katolickiej misji i ruiny XVI-wiecznej katedry.